# Montarcher
Montarcher ist eine französische Gemeinde mit 64 Einwohnern (Stand: 1. Januar 2022) im Département Loire in der Region Auvergne-Rhône-Alpes. Sie gehört zum Arrondissement Montbrison und zum Gemeindeverband Loire Forez Agglomération. Die Bewohner werden Archimontois und Archimontoises genannt.

## Geografie
Montarcher liegt etwa 30 Kilometer westlich von Saint-Étienne im Forez. Umgeben wird Montarcher von den Nachbargemeinden La Chapelle-en-Lafaye im Norden und Süden (mit einer Exklave), Marols im Nordosten, Estivareilles im Osten und Südosten sowie La Chaulme im Westen.

## Bevölkerungsentwicklung
| Jahr                       | 1962 | 1968 | 1975 | 1982 | 1990 | 1999 | 2006 | 2017 |
| -------------------------- | ---- | ---- | ---- | ---- | ---- | ---- | ---- | ---- |
| Einwohner                  | 97   | 87   | 77   | 54   | 55   | 75   | 66   | 67   |
| Quellen: Cassini und INSEE |      |      |      |      |      |      |      |      |

## Sehenswürdigkeiten
- Kirche Assomption-de-la-Vierge aus dem 12. Jahrhundert mit Umbauten aus dem 15./16. Jahrhundert, seit 1938 als Monument historique klassifiziert
- Ortsbefestigung aus dem 12. Jahrhundert, Stadttor und Reste der Stadtmauern sind seit 1938 als Monument historique klassifiziert
- Wegekreuz, errichtet 1497, seit 1978 als Monument historique eingeschrieben
- Burgruine Le Bois mit Kapelle, vermutlich aus dem 14. Jahrhundert, im 17. Jahrhundert restauriert

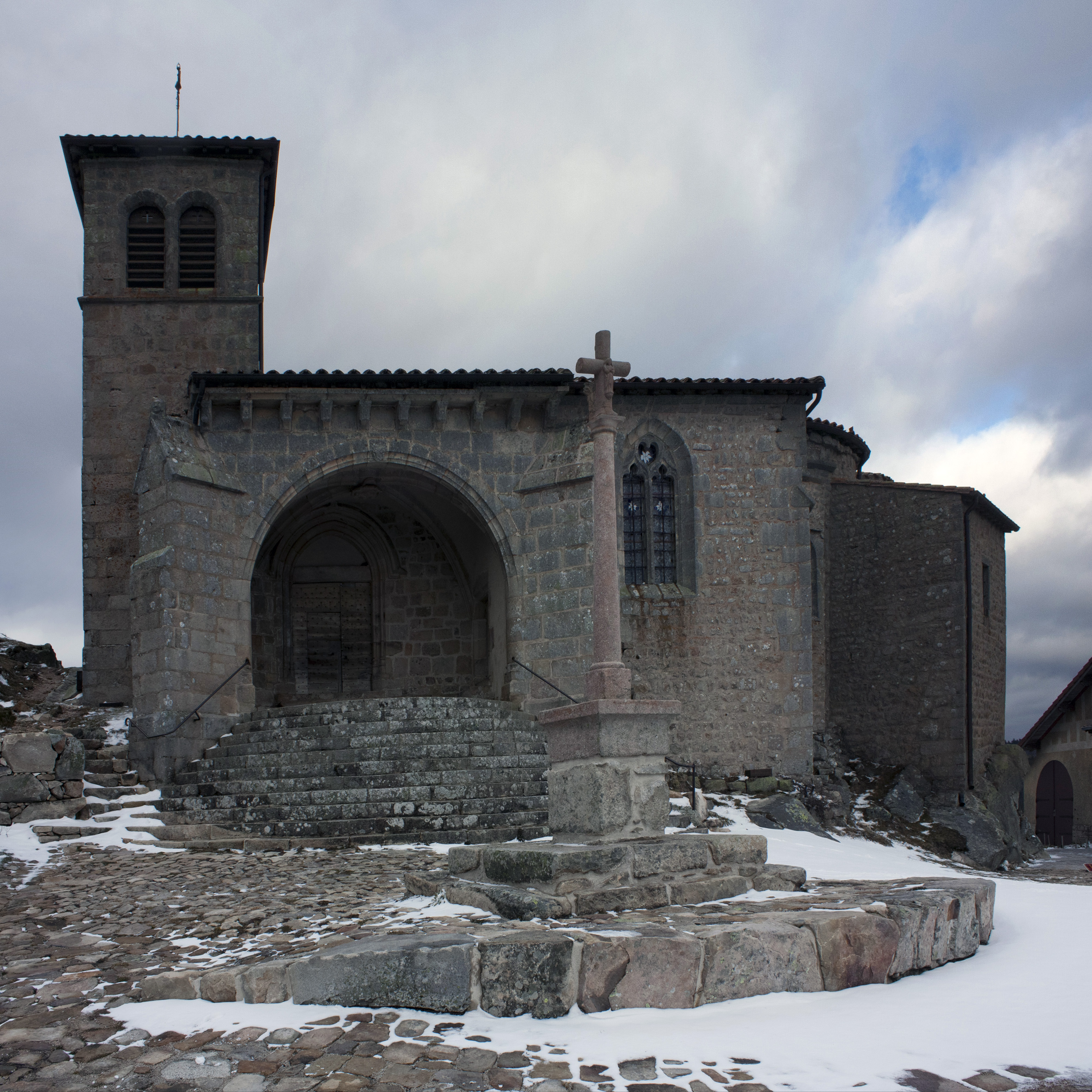
Kirche Assomption-de-la-Vierge
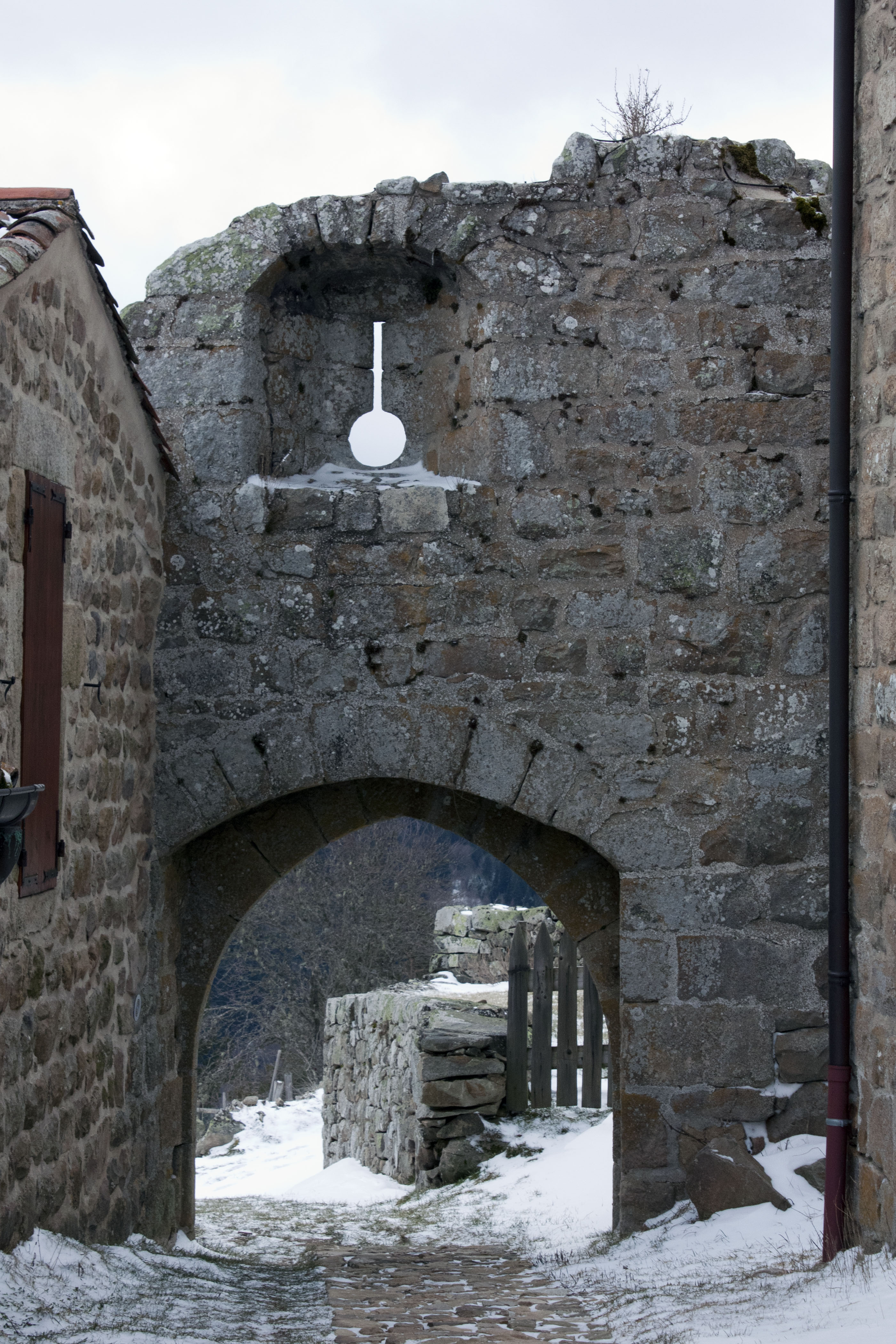
Westtor
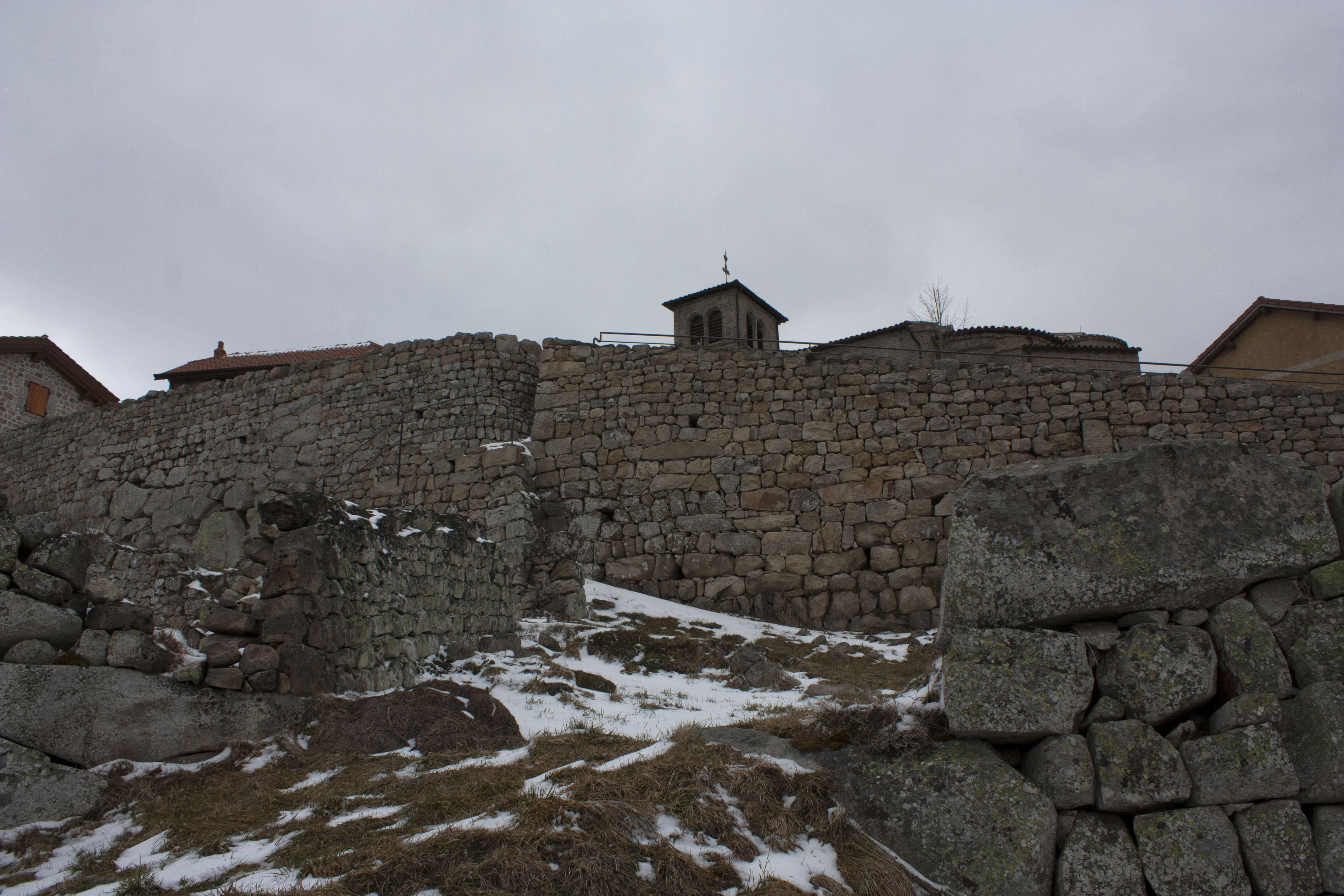
Reste der Stadtmauer
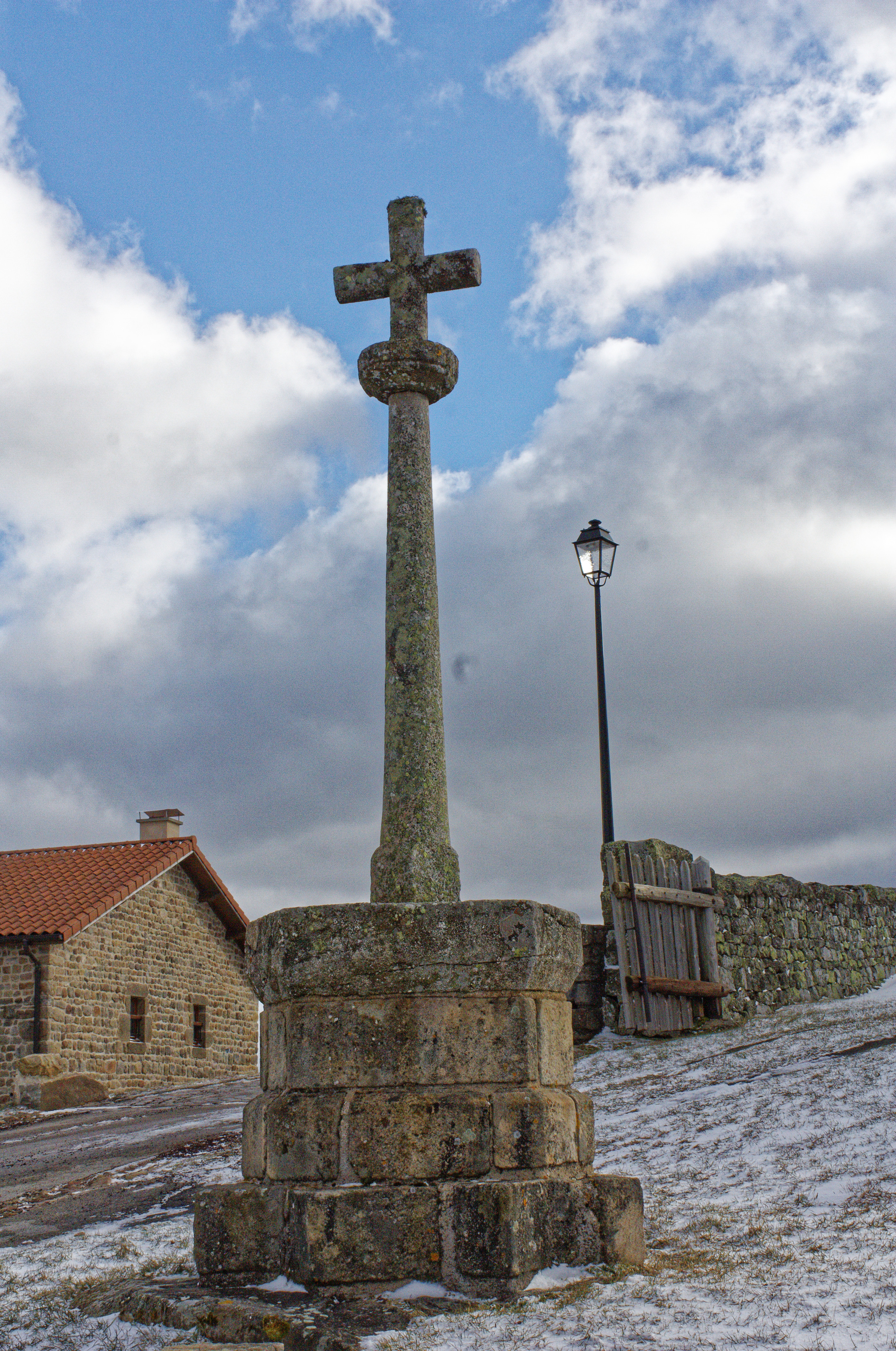
Wegekreuz